# Dominique Perben
Dominique Perben (Lione, 11 agosto 1945) è un politico francese.

## Biografia
Laureato in scienza economiche, si diploma all'Institut d'études politiques e si specializza all'École nationale d'administration di Parigi.
Inizia la sua carriera nell'amministrazione statale come sottoprefetto, divenendo in seguito direttore di gabinetto del prefetto del dipartimento del Meno e Loira (1972-1975] segretario generale della prefettura del Territorio di Belfort (1975-1976), consulente presso la Datar (Delegazione per lo sviluppo del territorio e dell'iniziativa regionale) (1976-1977), capo di gabinetto del segretario di Stato alle poste e telecomunicazioni Norbert Ségard (1977-1981), amministratore civile presso la direzione del Servizio civile (1981-1982), direttore dei servizi amministrativo della regione Rodano-Alpi (1982-1986).
Consulente dell'Associazione nazionale degli eletti locali (1989-1993).
Nel 1986 aderisce al Raggruppamento per la Repubblica (RPR), di cui dal 1998 al 1999 è segretario nazionale con l'incarico degli affari esteri, poi della riforma dello Stato, della funzione pubblica e dell'organizzazione territoriale. Nel 1999 fonda con Jean-Pierre Raffarin, Michel Barnier e Jacques Barrot il Club Dialogo e Iniziativa. Nel 2002 aderisce all'Unione per un Movimento Popolare (UMP). Dal 2004 al 2009 è presidente dell'UMP del dipartimento del Rodano. Dal 2009 è segretario nazionale dell'UMP per la riforma delle collettività territoriali.
Dal 2012 esercita la professione di avvocato.

## Mandati locali
Dal 1983 al 2002 è sindaco di Chalon-sur-Saône (Saoba e Loira). Vicesindaco dal 2002 al 2003.
Dal 1999 al 2003 è presidente della comunità d'agglomerazione di Châlon Valle della Borgogna.
Dal 1985 al 1988 è vice presidente del consiglio generale di Saona e Loira. Dal 2004 al 2011 è consigliere generale del Rodano.
Dal 1992 al 1993 è consigliere regionale della Borgogna.
Alle elezioni amministrative del 9 marzo 2008 è il candidato dell'UMP alla guida della città di Lione, che dal 2001 è amministrata da un sindaco socialista, Gérard Collomb. Ma è battuto da quest'ultimo al primo turno, e rinuncia anche a entrare nel consiglio comunale.

## Mandati parlamentari
È eletto deputato all'Assemblée Nationale nel 1986, rieletto alle successive elezioni del 1988, 1993, 1997, 2002 e 2007. Non si ripresenta alle elezioni del 2012.

## Incarichi ministeriali
Dal marzo 1993 al maggio 1995 è ministro per i dipartimenti e territori d'Oltremare nel governo Balladur. In tale veste, è spesso a contatto con il presidente della Repubblica dell'epoca, il socialista François Mitterrand. Parlando con gli autori di un libro biografico, Mitterrand avrà di elogio nei confronti di Perben.
Dal novembre 1995 al giugno 1997 è ministro della funzione pubblica, della riforma dello Stato e del decentramento nel primo e secondo governo Juppé.
Dal maggio 2002 al giugno 2005 è guardasigilli, ministro della giustizia nel primo, secondo e terzo governo Raffarin. Promuove le leggi Perben 1 e Perben 2, fortemente criticate dalla sinistra perché considerate un passo indietro rispetto alla riforma della giustizia in senso garantista varata nel 2000 dal ministro socialista Élisabeth Guigou.
Dal giugno 2005 al maggio 2007 è ministro delle infrastrutture e dei trasporti nel governo de Villepin. In stretta collaborazione con il governo italiano, promuove attivamente il progetto per il collegamento ferroviario fra Torino e Lione.

## Membro del comitato per la riforma delle autonomie locali
Dal 22 ottobre 2008 è membro del comitato presieduto da Édouard Balladur, incaricato dal presidente della Repubblica Nicolas Sarkozy di ridisegnare il sistema delle autonomie locali in Francia.